# アブラハム・マプー

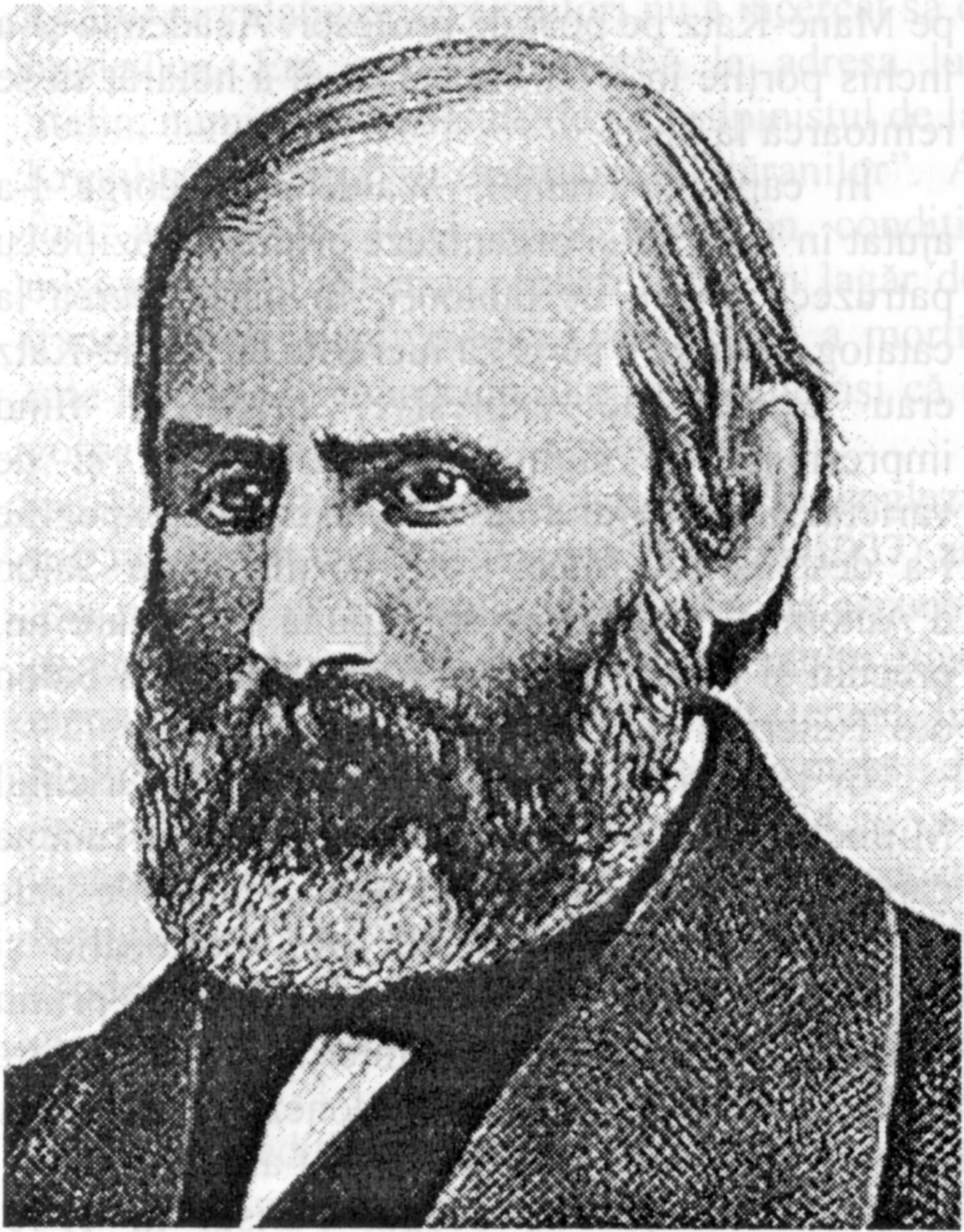
アブラハム・マプー

アブラハム・マプー（Abraham Mapu, 1808年 - 1867年）は、リトアニア・ユダヤ人作家。ハスカーラー（ユダヤ啓蒙主義）運動の一環としてヘブライ語で執筆した。聖書に登場する英雄譚、冒険、ロマンチックな恋愛などを盛り込んだ彼の小説は、シオニスト運動の勃興にも貢献した。

## 経歴
1808年、カウナスのヴィリヤンポレでユダヤ人の家庭に生まれたマプーは、幼少の頃、父親が教師をしていたヘデルで学んだ。
1825年、結婚。若くして家族を養うことを余儀なくされたマプーは、ユルバルカス、ラセイネイ、ヴィリニュスで、何年ものあいだ、家庭教師をして食いつないでいた。1848年にカウナス男子ギムナジウムの教師となり、経済的な安定を得た。さまざまな町で教師として働くうちに、ハスカーラー運動に参加するようになり、ドイツ語、フランス語、ロシア語を学んだ。また、地元のラビから贈られた聖書のラテン語訳からラテン語も学んだ。
カウナスに戻ったのち、最初の歴史小説『アハヴァット・シオン』を自費出版した。これは初期のヘブライ語小説のひとつとされている。1830年に書き始めたが、完成したのは1853年のことだった。本の売り上げだけでは生計を立てられなかったため、兄のマティシャフの援助に頼った。1867年、病気のためケーニヒスベルクに移り住み、最後の著書『アモン・ペダゴーグ』を出版。1867年にケーニヒスベルクで死去した。

## ヘブライ語小説
- Ayit Zanua (1858年, The Hypocrite)
- Ahavat Zion (1853年, 1887年アモノン Amonon により "Prince and Peasant" として英訳)